# Stegenšek
Stegenšek je priimek več znanih Slovencev:
- Avguštin Stegenšek (1875-1920), duhovnik in umetnostni zgodovinar
- Franc Stegenšek (1889-1969), pravnik, finančni strokovnjak